# Jaźwina (dopływ Osobłogi)
Jaźwina – struga na ziemi prudnickiej, w południowo-zachodniej Polsce, w województwie opolskim, powiecie krapkowickim, gminach Walce i Krapkowice. Dopływ rzeki Osobłoga, długości 8,53 km.
Źródło strugi znajduje się w przysiółku Czerniów. Przepływa w rejonie miejscowości Wesoła, Jarczowice, Ściborowice, Nowy Młyn, Nowy Borek, Pietna. Na zachód od wsi Pietna uchodzi do rzeki Osobłoga.